# القراخانية

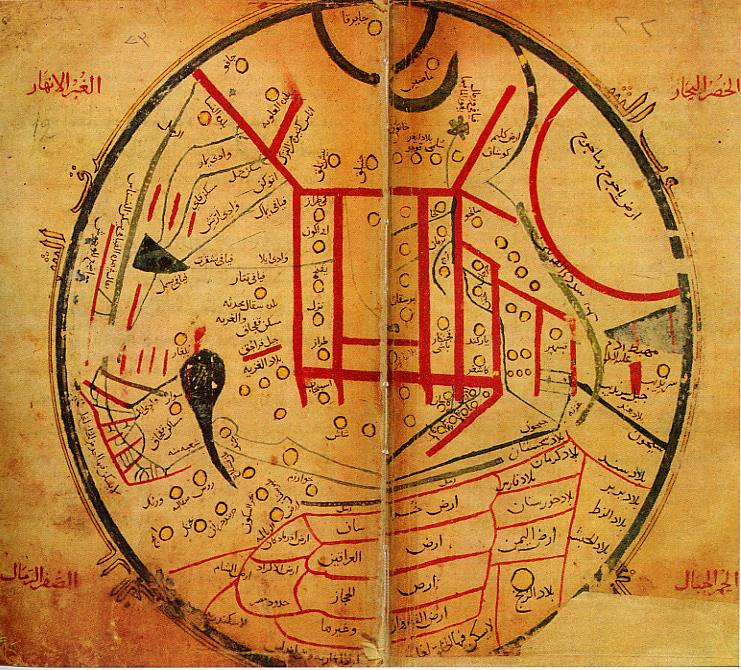
صحيفتان من ديوان لغات الترك

الكراخانية والتركية الوسطى هي اللغة التركية بعد الفترة التركية القديمة بين القرنين 11 و15. وهي أصل اللغة التركية الحديثة. ومن أشهر مؤلفات ذلك الزمن هو ديوان لغات الترك وكتاب دده قورقوت.